# Harald Paumgarten
Harald Paumgarten (född 4 april 1904 i Graz, död 6 februari 1952) var en österrikisk längdåkare som tävlade under 1930-talet. Han deltog vid VM 1933 i Innsbruck där han var med i det österrikiska lag som tog brons i stafetten.